# Crocidosema iris
Crocidosema iris es una especie de mariposa del género Crocidosema, familia Tortricidae.
Fue descrita científicamente por Diakonoff en 1984.